# Município de New Market (condado de Highland, Ohio)
O município de New Market (em inglês: New Market Township) é um município localizado no condado de Highland no estado estadounidense de Ohio. No ano de 2010 tinha uma população de 1.888 habitantes e uma densidade populacional de 27,27 pessoas por km².

## Geografia
O município de New Market encontra-se localizado nas coordenadas 39° 09′ 19″ N, 83° 40′ 19″ O. Segundo a Departamento do Censo dos Estados Unidos, o município tem uma superfície total de 69.24 km², da qual 69,21 km² correspondem a terra firme e (0,04 %) 0,03 km² é água.

## Demografia
Segundo o censo de 2010, tinha 1.888 habitantes residindo no município de New Market. A densidade populacional era de 27,27 hab./km². Dos 1.888 habitantes, o município de New Market estava composto pelo 98,04 % brancos, o 0,48 % eram afroamericanos, o 0,05 % eram amerindios e o 1,43 % eram de uma mistura de raças. Do total da população o 0,53 % eram hispanos ou latinos de qualquer raça.